# Colotois rufolineata
Colotois rufolineata är en fjärilsart som beskrevs av Barend J. Lempke 1951. Colotois rufolineata ingår i släktet Colotois och familjen mätare. Inga underarter finns listade i Catalogue of Life.